# Bernhard Hantzsch

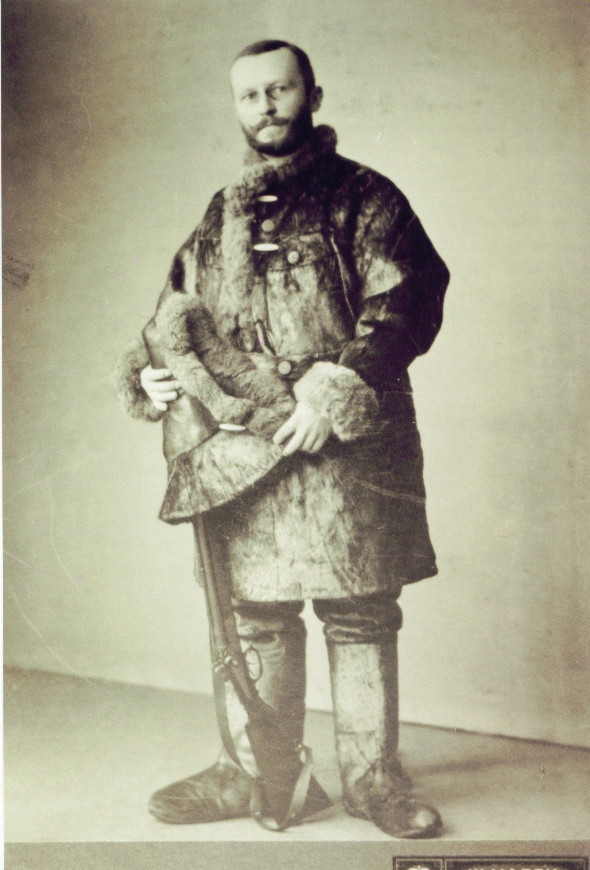
Bernhard Hantzsch

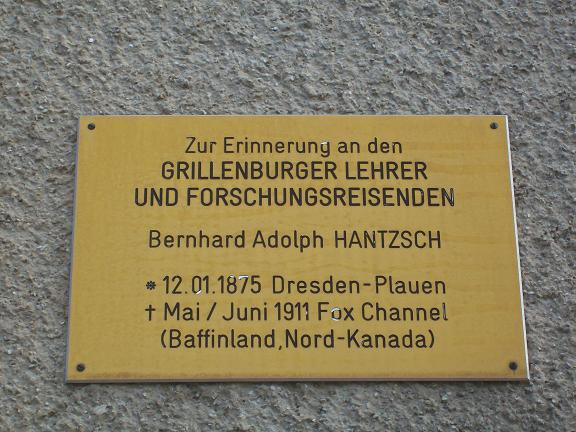
Gedenktafel für Bernhard Hantzsch am Dorfgemeinschaftshaus Alte Schule in Grillenburg

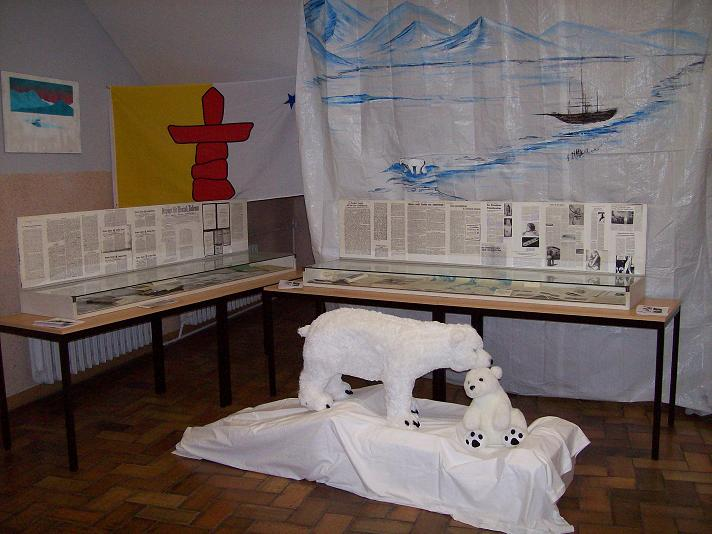
Bernhard-Hantzsch-Ausstellung in der Grundschule Kurort Hartha

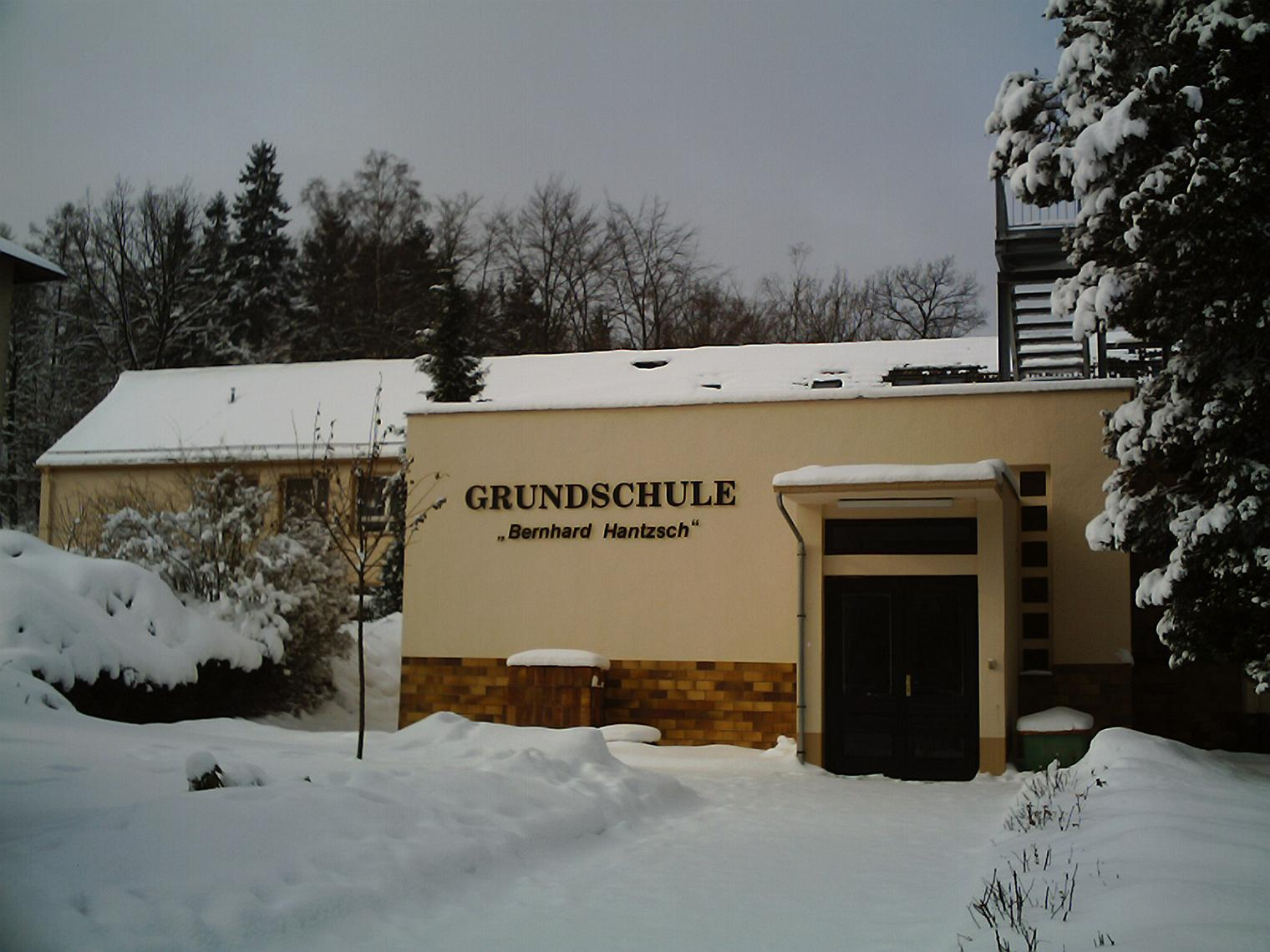
Grundschule Bernhard Hantzsch (Neubau) in Kurort Hartha

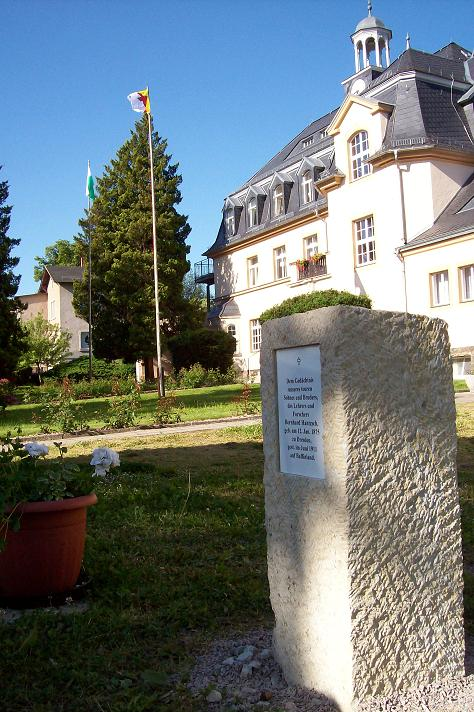
Bernhard-Hantzsch-Gedenkstein vor der mit den Fahnen von Nunavut und Sachsen beflaggten Grundschule Bernhard Hantzsch (Altbau) in Kurort Hartha

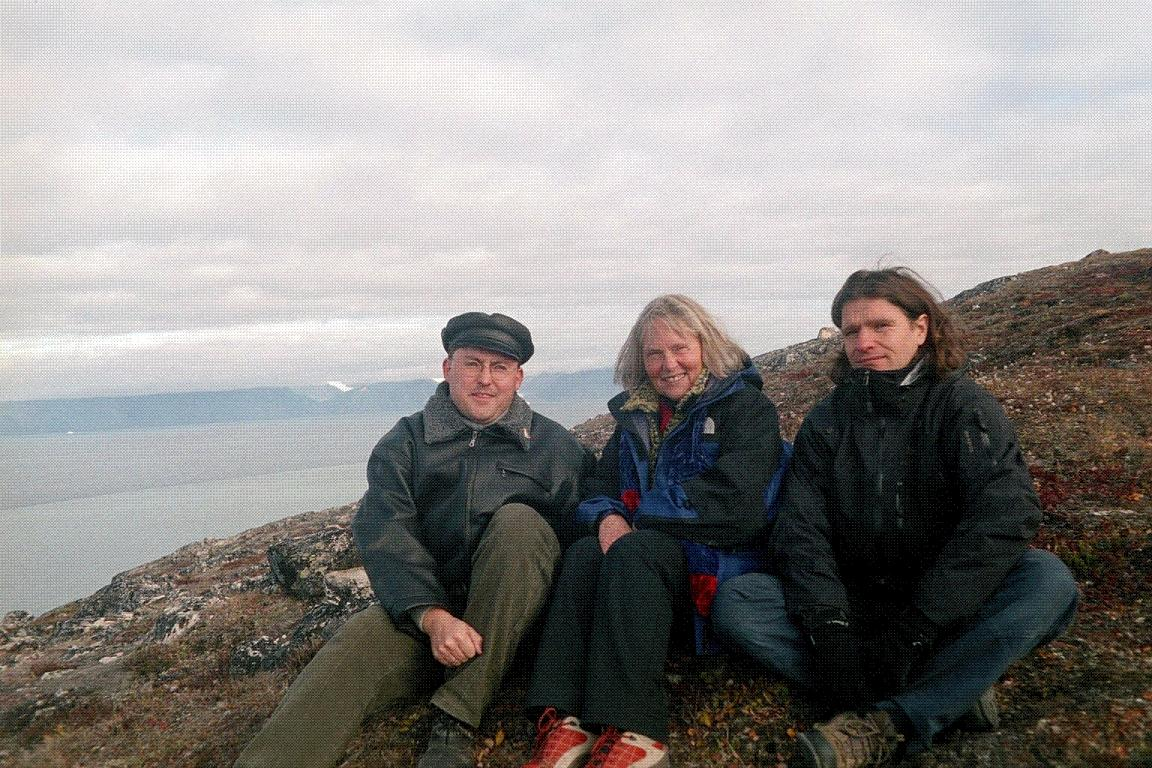
Expeditionsteam mit A. Kaiser, H. Spande und M. Stelzner (v. l. n. r.) auf den Spuren von Bernhard Hantzsch u. a. mit dem Eisbrecher CCGS Henry Larsen in Pond Inlet 2005

Bernhard Adolph Hantzsch (* 12. Januar 1875 in Dresden; † wahrscheinlich Ende Mai / Anfang Juni 1911 in Kanada auf der Baffininsel/Qikiqtaaluk, heute Territorium Nunavut) war ein deutscher Lehrer, Ornithologe und Arktisforscher.

## Familie
Hantzsch war der jüngste Sohn des Lehrers und Heimatforschers Adolf Hantzsch (1841–1920) und dessen Frau Emma Jencke (1842–1889), Nichte des Begründers der ersten Dresdner Taubstummen-Anstalt, Johann Friedrich Jencke (1812–1893). Der Geograph und Historiker Viktor Hantzsch (1868–1910) in Dresden, der Regierungsbaurat Hermann Hantzsch (1870–1945) in Leipzig und die Pfarrersfrau Bertha Kleinert (1873–1924) in Klingenberg waren seine Geschwister.

## Leben
Seine Taufe erfolgte am 8. Februar 1875 durch Frommhold (Diakon) von der Annenkirche. 1881 bis 1889 besuchte er die II. Bürgerschule in Dresden (heute 48. Grundschule, Seminarstr. 11a). Auf Wunsch seines Vaters wurde Bernhard Hantzsch Lehrer und absolvierte 1889 bis 1895 das königliche Schullehrerseminar in Dresden-Friedrichstadt, danach war er 1895 bis 1898 Hilfslehrer in Grillenburg und 1898 bis 1909 Lehrer in Dresden-Plauen an der höheren Volksschule (ab 1903 XV. Bürgerschule und heute 55. Oberschule Gottlieb Traugott Bienert, Nöthnitzer Str. 6).

### Arbeit als Ornithologe
Bereits 1897 erschien seine erste naturwissenschaftliche Veröffentlichung. Nachdem sich seine Pläne, Lehrer oder Missionar in Afrika zu werden, zerschlagen hatten und er die heimische Vogelwelt ausreichend erkundet hatte, zog es ihn in die Ferne, zunächst in das Riesengebirge und dann in die Rhodopen und in das Donaudelta auf der Balkanhalbinsel u. a. mit einem Besuch bei Paul Leverkühn.
Danach bereiste er von April bis September 1903 Island und nahm eine wissenschaftliche Systematisierung der isländischen Vogelwelt vor. Die Unterarten Acanthis linaria islandica (1904) und Corvus corax islandicus (1906) beschrieb er im Anschluss erstmals. 1906 forschte er in Kanada mit Unterstützung der Herrnhuter Brüdergemeine u. a. über die Vogelwelt des Nordostens der Labrador-Halbinsel. Seine Ergebnisse veröffentlichte er ab 1908.

### Baffinland-Expedition und Tod
Mit finanzieller und materieller Unterstützung der Gesellschaft Naturforschender Freunde, der Rudolf-Virchow-Stiftung aus Berlin, sowie des sächsischen Königs Friedrich August III. wollte er ab Juli 1909 die bis dahin noch wenig erforschte Baffininsel (Baffinland) in westlicher Richtung durchqueren. Wichtige Ziele seiner Expedition waren die Erforschung des größten Binnensees, des Nettilling-Sees, und im Anschluss die ornithologische Erfassung der Westküste der Insel. Bereits bei der Anfahrt der Walfangstation Kekerton, die den Ausgangspunkt der Expedition bildete, sank das niederländische Transportschiff Jantina Agatha im Cumberland Sound und Hantzsch verlor fast seine gesamte Ausrüstung. Im April 1910 durchquerte er mit Hilfe einiger Inuit die Insel und erreichte im September über den Koukdjuak-Fluss, den Abfluss des Nettilling-Sees, die Westküste der Insel am Foxe-Kanal. Große Probleme bei der Nahrungsbeschaffung sowie Mangel an Materialien und Brennstoffen setzten den verbliebenen Expeditionsteilnehmern zu. Wahrscheinlich im Juni 1911 starb Hantzsch infolge des Verzehres rohen Eisbärenfleisches an Trichinellose. Er wurde dort unweit der später nach ihm benannten Hantzsch Bucht unter einem Steinhügel bestattet. Seine von den Inuit in Hantzsch’s Heimat zurückgesandten Aufzeichnungen und Sammlungen erfuhren aufgrund des Ersten Weltkriegs keine umfassende wissenschaftliche Bewertung und nur eine eingeschränkte Veröffentlichung.

## Wahrnehmung und Ehrungen
Die Originale der Tagebücher von Baffin Island sind 1949 in Leipzig im Haushalt der Witwe seines Bruders Hermann verlorengegangen. Erst 1977 wurden Abschriften dieser Tagebücher in Kanada veröffentlicht. Heinz Israel vom Völkerkundemuseum Dresden schrieb dadurch angeregt 1980/1981 über den Forscher in den Mitteilungsheften des Museums. Das Naumann-Museum Köthen würdigte in seinen Blättern 1995 sein Lebenswerk. 1996 ehrte ihn der Fremdenverkehrsverein Tharandter Wald im Kurort Hartha mit einer Gedenktafel an der ehemaligen Grillenburger Schule (heute Dorfgemeinschaftshaus, Seerenteichstr. 2) und einer kleinen Ausstellung im Jagdschloss Grillenburg. Diese Ausstellung wurde 2002–2003, u. a. ergänzt durch Leihgaben der Dresdner Sammlungen und Museen, nochmals gezeigt und ist heute Bestandteil der Dauerausstellung in der Grundschule im Kurort Hartha. 2005 fand im Auftrag des Alouette Verlages Oststeinbek eine Recherchereise für ein Filmprojekt, u. a. zu Nachfahren der Inuit, mit denen der Forscher bis zu seinem Tod unterwegs war, nach Baffinland u. a. auf dem Eisbrecher CCGS Henry Larsen statt. Das Historische Zentrum in Stadskanaal gestaltete 2011 eine Ausstellung über den Kapitän W. C. Dijkstra des Schiffes Jantina Agatha, welche auch über Bernhard Hantzsch als Gast auf deren letzten Fahrt berichtete.
Der am Familiengrab auf dem Alten Annenfriedhof in Dresden errichtete Gedenkstein und die von seinem Vater gegründete Bernhard-Hantzsch-Stiftung existieren heute nicht mehr. Ein Fluss, der Hantzsch River, und die Bucht im Foxe Basin, in die dieser mündet, wurden nach ihm benannt, ebenso wie eine Vogelinsel an der Südspitze der Baffininsel, die von BirdLife International als Important Bird Area (CA282) ausgewiesen wird. In seiner Heimatstadt Dresden ist seit 1932 eine Straße im Stadtteil Plauen nach ihm, seinem Bruder Viktor und seinem Vater benannt und die dortige 55. Oberschule, in deren Räumen er zuletzt unterrichtete, bewahrt eine Gedenktafel im Foyer auf. Die Grundschule in Kurort Hartha trägt seit 2002 seinen Namen und beherbergt die einzige Dauerausstellung zu Leben und Werk des Forschers. Diese wurde im Mai 2011 zum 100. Todestag um die Poster der Ausstellung aus Stadskanaal und einen Gedenkstein vor der Schule ergänzt. Er trägt die Inschrift, welche einst am Familiengrab an den Forscher erinnerte. Die Ausstellung musste wegen Bauarbeiten im Mai 2018 unzugänglich ausgelagert werden und soll spätestens zum 150. Geburtstag ab 2025 an seinem ehemaligen Wirkungsort, der heute als Dorfgemeinschaftshaus genutzten Schule in Grillenburg, wieder zu sehen sein. Die natur- und völkerkundlichen Sammlungen von Hantzsch werden heute u. a. in den Depots des Naturkundemuseums Berlin, des Museumszentrums Berlin-Dahlem, des Naumann-Museums in Köthen und des Museums für Völkerkunde (Staatliche Kunstsammlungen Dresden) bzw. im Museum für Tierkunde sowie im Museum für Mineralogie und Geologie (Senckenberg Naturhistorische Sammlungen Dresden) aufbewahrt. Sein persönlicher Nachlass befindet sich in der Sächsischen Landesbibliothek – Staats- und Universitätsbibliothek Dresden (SLUB).

## Werke (Auswahl)
- Brutvögel der Gegend von Königswartha (Lausitz) (PDF; 681 kB). In: Journal für Ornithologie. Band 51, Nr. 1, 1903, S. 52–64, doi:10.1007/bf02206343
- Beitrag zur Kenntnis der Vogelwelt Islands. Friedländer, Berlin 1905. (Online: Biodiversity Heritage Library, abgerufen am 8. Mai 2009)
- Beitrag zur Kenntnis der Vogelwelt des nordöstlichsten Labradors. I. Allgemeiner Teil (PDF; 1,6 MB). In: Journal für Ornithologie, Band 56, Nr. 2, 1908, S. 175–202, doi:10.1007/bf02120007
- Beiträge zur Kenntnis des nordöstlichsten Labradors. II. Besonderer Teil. Besprechung der für das Gebiet bekannt gewordenen Vogelarten (PDF; 5,1 MB). In: Journal für Ornithologie. Band 56, Nr. 3, 1908, S. 307–392, doi:10.1007/bf02089360
- Eskimo-Steingräber im nordöstlichen Labrador und das Sammeln anthropologischen Materials aus solchen. In: Abhandlungen und Berichte des Königlichen Zoologischen und Anthropologisch-Ethnographischen Museums zu Dresden. Band 12, Nr. 3, 1908
- mit Bruno Oetteking: Ein Beitrag zur Kraniologie der Eskimo. Teubner, Leipzig 1908
- Beiträge zur Kenntnis des nordöstlichsten Labradors. In: Mitteilungen des Vereins für Erdkunde zu Dresden. Heft 8 und 9, 1909, S. 168–320
- Meine Baffin-Land-Reise in: Dresdner Anzeiger, Nr. 233, 179. Jgg., S. 5, 13. August 1909; Nr. 2–3 und Nr. 41 der Sonntags Beilage, 8. Januar 1911, 15. Januar 1911 und 8. Oktober 1911; Nr. 8 und Nr. 42 der Sonntags Beilage, 19. Januar 1913 und 19. Oktober 1913
- Beobachtungen über die Säugetiere von Baffinsland. In: Sitzungsberichte der Gesellschaft Naturforschender Freunde zu Berlin. Jahrgang 1913, Nr. 2, S. 141–160
- Ornithologisches Tagebuch. Aufzeichnungen während einer Reise in Baffinland. In: Sitzungsberichte der Gesellschaft Naturforschender Freunde zu Berlin, Jahrgang 1914, Nr. 4, S. 129–165
- The crossing of Baffin Island to Foxe Basin (englische Übersetzung von M.B.A. Anderson). Anhang in: A.E. Millward Southern Baffin Island: an account of exploration, investigation and settlement during the past fifty years. F.A. Acland, Ottawa 1930